# Retrato de la tía Pepa sentada en una butaca
Retrato de la tía Pepa sentada en una butaca es un dibujo a lápiz de grafito sobre papel realizado en Málaga por Pablo Picasso en 1895 y que forma parte de la colección permanente del Museo Picasso de Barcelona, por donación del artista en 1970. Está catalogado con el código MPB 111.174.
Formaba parte de un álbum realizado por el artista en 1895 en Málaga y Barcelona, y formado por 36 dibujos. Los dibujos del álbum son sobre todo croquis de retratos de familiares del artista, como en este caso, y de dos obras de Diego Velázquez.
Esta obra muestra a Josefa Ruiz Blasco (1825-1901), hermana de su padre. La representa sentada en una butaca, y de cuerpo entero. Está fechado y firmado como P. Ruiz en el extremo inferior derecho. Sirvió de precedente a Retrato de la tía Pepa, óleo sobre lienzo de 1896 del artista, realizada también en Málaga, y que muestra a su tía de medio cuerpo. Ambas obras se encuentran en el Museo Picasso de Barcelona, donadas por el artista el mismo año.